# Lego Brawls
Lego Brawls est un jeu vidéo de combat mobile édité par The Lego Group, développé par le studio américain RED Games. Lego Brawls est sorti exclusivement pour Apple Arcade le 19 septembre 2019 pour les appareils iOS,, puis sur macOS le 25 octobre suivant. Lego Builder's Journey (en) et Lego Brawls sont les deux premiers jeux Lego pour Apple Arcade.
Le 2 septembre 2022, Lego Brawls sera publié sur PC, PS4, PS5, Xbox One et Xbox Series.

## Système de jeu
Lego Brawls est un jeu de combat mobile avec un mode multijoueur JcJ à quatre contre quatre dans le but de contrôler le centre de la carte jusqu'à ce que la couleur de votre équipe soit pleine. Lego Brawls est également livré avec une fonction de formation et de fête. Lego Brawls permet au joueur de créer son propre "héros" à son goût avec ses propres armes et power-ups. Pendant que le joueur joue, le joueur sera récompensé par des coffres mystères qui contiennent soit un élément cosmétique soit un élément de combat.

## Développement et publication
Lego Brawls a été développé par RED Games.
Le vice-président de LEGO Games, Sean William McEvoy, a déclaré que le jeu avait été développé pour le plaisir des familles; «Ayant grandi en jouant avec des LEGO, nous avons été inspirés pour faire de LEGO Brawls quelque chose dans lequel les familles pouvaient jouer ensemble. Apple Arcade est le lieu idéal pour cette expérience partagée. Ils peuvent jouer sur des iPhones dans des endroits différents ou assis côte à côte devant une Apple TV, les joueurs de tous âges peuvent profiter du plaisir de LEGO Brawls partout et à tout moment.».
Lego Brawls a été annoncé comme étant un jeu exclusif Apple Arcade lors de l'événement Apple du 26 mars. La bande-annonce est sortie plus tard dans la journée. Le 25 octobre 2019, Lego Brawls est sorti sur macOS.

## Accueil
Les critiques sur Lego Brawls ont établi des comparaisons avec la franchise Super Smash Bros de Nintendo,,.